# Knivskjellodden

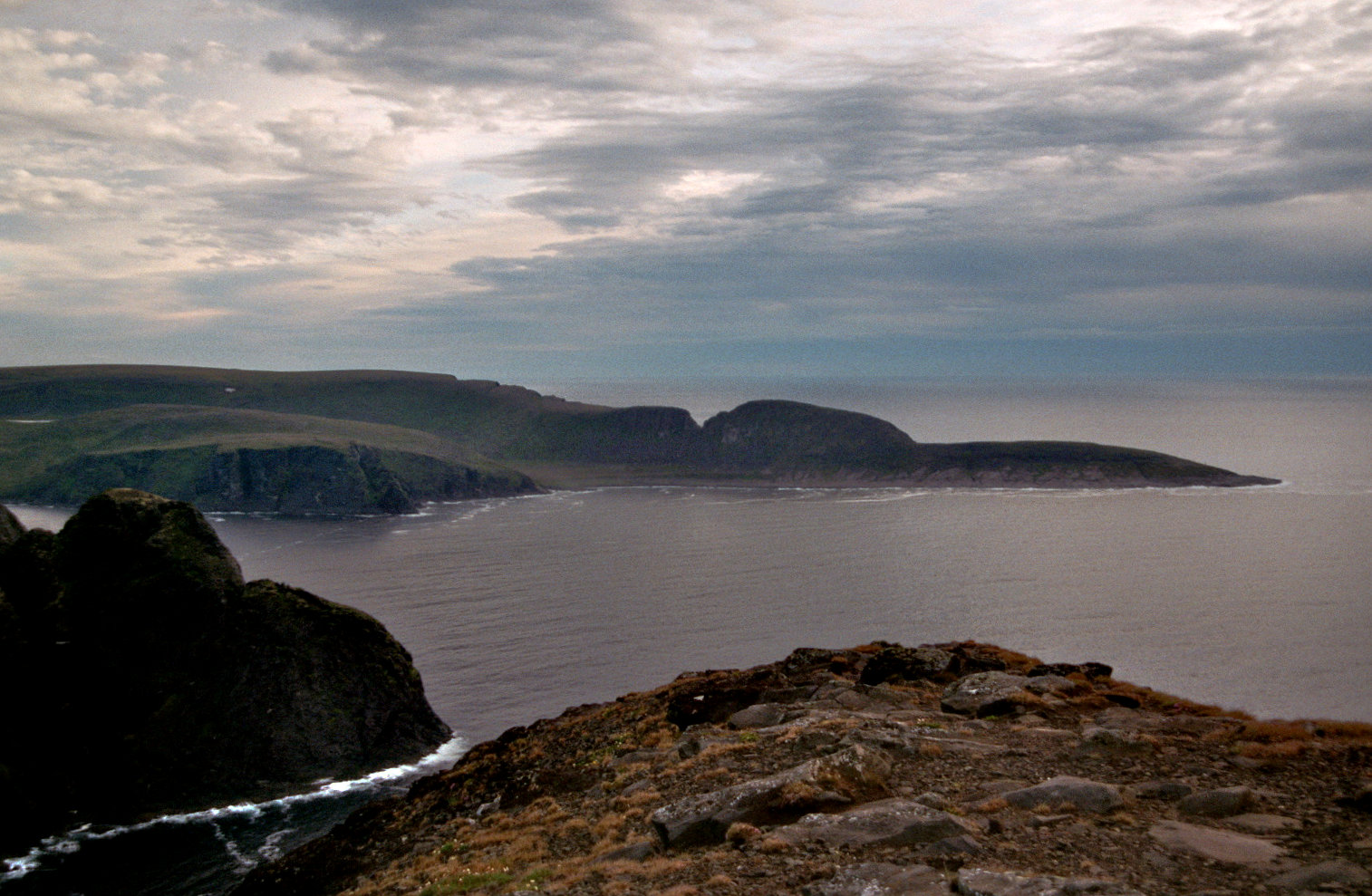
Pohled na Knivskjellodden od Nordkappu

Knivskjellodden nebo Knivskjelodden (čti knývšeloden) je nejsevernější výběžek norského ostrova Magerøya v kraji Finnmark. Bývá uváděn jako nejsevernější místo Evropy. Toto označení je však sporné, protože se místo nachází na ostrově. Nejsevernější bod evropské pevniny je Kinnarodden na poloostrově Nordkinn.
Na dohled se nachází Severní mys (Nordkapp), který je turisticky hojně navštěvován, protože jde o nejseverněji položené místo v Evropě, které lze dosáhnout po silnici. Nordkapp je však položen asi 1,5 km jižněji než Knivskjellodden.

## Název
Název je odvozen od norského pojmenování mořského mlže střenky (knivskjell) z čeledi Solenidae, jehož schránka připomíná břitvu.
Zápis se dvěma l (Knivskjellodden) se používá ve variantě spisovné norštiny zvané bokmål. Zápis s jedním l (Knivskjelodden) se používá v nové norštině.
Knivskjellodden je složenina tří norských slov: kniv (nůž), skjell (lastura, mušle) a odde (mys). Do češtiny lze tedy přeložit jako Střenkový mys (nejedná se však o oficiálně uváděný název).

## Přístup
Na mys lze dojít po turistické stezce z parkoviště při evropské silnici E69. Stezka je dlouhá asi 9 km a vede kamenitým, místy podmáčeným terénem. Značená je kamennými mohylami. Informační tabule na parkovišti uvádí, že se jedná o nejsevernější turistický chodník na světě.